# Paraplonobia inornata
Paraplonobia inornata är en spindeldjursart som först beskrevs av Meyer 1987.  Paraplonobia inornata ingår i släktet Paraplonobia och familjen Tetranychidae. Inga underarter finns listade i Catalogue of Life.